# Samgar
Samgar (Ebraico: שמגר בן־ענת) o Shamgar, fu un possibile giudice di Israele citato nel Libro dei Giudici. 

## Racconto biblico
Il giudice Eud aveva offerto ad Israele, un periodo di pace di ottanta anni. Alla sua morte, il popolo di Israele, nuovamente si comportò in modo da dispiacere a Dio, che  lo fece ricadere sotto il giogo dei  Filistei.
Samgar, figlio di Anat, succedette ad Eud. Di lui la Bibbia dice soltanto che uccise 600 Filistei con un pungolo per buoi salvando il popolo di Israele.
Secondo Giuseppe Flavio, il giudice Samgar morì nel primo anno del suo incarico .
Debora gli succedette come giudice d'Israele. 
Nel cosiddetto Cantico di Debora, si dice che nel periodo in cui fu giudice Samgar le strade erano abbandonate ed insicure.
Le gesta di Samgar, a parte il Cantico di Debora, sono citate in un solo versetto, Gc3,31, che i critici però considerano essere un'aggiunta posteriore al testo; essi ritengono che Samgar non fosse originariamente nella lista dei giudici; ad esempio, gli esegeti della École biblique et archéologique française (i curatori della cattolica Bibbia di Gerusalemme) precisano che "questo v. [Gc3,31] è un'aggiunta (cf. 4,1). Pare che Samgar non sia un Israelita: il suo nome è straniero; da quanto sembra egli è originario di Bet-Anat, in Galilea, che era restata cananea (1,33). La sua inserzione nella lista dei giudici deriva probabilmente da una cattiva comprensione di 5,6", ovvero proprio del Cantico di Debora che, come ricordano gli esegeti cristiani, presenta parecchie incongruenze ed è "la disperazione della poesia ebraica arcaica: dei 106 versi, quasi la metà in un modo o in un altro presentano oscurità, incertezze, ambiguità".